# Lengfeld
Lengfeld es un municipio situado en el distrito de Hildburghausen, en el estado federado de Turingia (Alemania). Tiene una población estimada, a fines de 2020, de 407 habitantes.
Se encuentra ubicado a poca distancia al norte de la frontera con el estado de Baviera.